# Sant Esteve de la Sarga
Sant Esteve de la Sarga este o localitate în Spania în comunitatea Catalonia în provincia Lleida. În 2006 avea o populație de 155 locuitori.
1. ↑  Nomenclátor Geográfico de Municipios y Entidades de Población (20240402 edition)
2. ↑   https://web.archive.org/web/20150530002904/http://resultadoslocales2015.interior.es/99MU/DMU1228912399_L1.htm#/es/mun/resultados/provincias/lleida/sant-esteve-de-la-sarga, arhivat din original la 30 mai 2015 Lipsește sau este vid: |title= (ajutor)
3. 1 2   http://www.idescat.cat/pub/?id=aec&n=925&t=2016 Lipsește sau este vid: |title= (ajutor)